# 吉田大成
吉田 大成（よしだ たいせい、1995年3月7日 - ）は、千葉県浦安市出身の元プロ野球選手（内野手）。右投左打。
実弟の吉田大就も元プロ野球選手（内野手）で、ベースボール・チャレンジ・リーグ・埼玉武蔵ヒートベアーズや関西独立リーグ・堺シュライクスに所属していた。

## 経歴

### プロ入り前
浦安市立日の出小学校1年時から軟式野球を始めると、浦安市立日の出中学校在学中に浦安シニアへ所属。中学校からの卒業を機に、東京都の佼成学園高校に進学した。
佼成学園高校時代には甲子園球場の全国大会と無縁であったが、全国高等学校野球選手権西東京大会では、「3番・遊撃手」として臨んだ2年時に準決勝、主将として臨んだ3年時に決勝まで進出。日大三高校と対戦した3年時の決勝では、9回表の二死まで1-0と勝ち越していながら逆転負けを喫した。2年時の12月には、東京都選抜チームの一員として日米親善野球のロサンゼルス遠征に参加している。
明治大学への進学後は、3年時の秋から正遊撃手に起用されると、4年時の東京六大学リーグでチームの春秋連覇に貢献。春季リーグでは打率.278を記録するとともに、遊撃手としてベストナインに選ばれた。秋季リーグでは打率.424を記録。チームの秋季優勝を経て臨んだ第47回明治神宮野球大会でも、「1番・遊撃手」として大会の制覇に貢献した。また、リーグ戦の合間にオランダで開催された第28回ハーレムベースボールウィークにも、日本代表の一員として出場している。在学中は、リーグ戦通算で57試合に出場。打率.270（159打数43安打）、1本塁打、24打点、3盗塁という成績を残した。チームメイトには卒業後にNPB入りを果たした選手が多く、1学年先輩に上原健太、坂本誠志郎、髙山俊、菅野剛士、同期に柳裕也、星知弥、佐野恵太、中道勝士、1学年後輩に齊藤大将、2学年後輩に渡邊佳明がいる。
大学卒業後は明治安田生命へ入社。1年目からレギュラーに定着すると、第43回社会人野球日本選手権大会でチームを準々決勝まで導いた。2年目の第89回都市対抗野球大会では、チームが本大会への出場権を逃しながらも、セガサミーの補強選手として本大会へ出場。準決勝で三菱重工神戸・高砂に敗れたものの、相手投手の藤井貴之（日本生命からの補強選手）から3安打を打った。藤井とは、チームが出場権を得た第44回社会人野球日本選手権大会の日本生命戦で再戦。この試合でも1安打を打ったが、チームは1回戦で敗れた。
平成時代最後のNPBドラフト会議（2018年NPBドラフト会議）で、東京ヤクルトスワローズから8巡目で指名。支配下登録選手としての契約が前提の指名選手（支配下指名選手）としては全12球団で最後（83番目）に指名され、平成時代最後の支配下指名選手となった。契約金2200万円、年俸700万円（金額は推定）という条件で入団した。背番号は66。

### プロ入り後
2019年は、同期入団の野手でただ1人、春季キャンプを一軍でスタート。オープン戦まで一軍に帯同した。開幕一軍入りまでには至らなかったが、6月24日の対オリックス・バファローズ（明治神宮野球場）に、「7番・三塁手」で一軍公式戦にデビュー。7回裏の第3打席で竹安大知から左前適時打を打ち、初安打と初打点を記録した。9月18日の対阪神タイガース戦（阪神甲子園球場）で猛打賞を初めて記録。一軍公式戦には通算13試合に出場し、通算打率は.188だった。二軍のイースタン・リーグ公式戦では、規定打席に届かなかったものの、101試合の出場で打率.238、1本塁打、10盗塁という成績を残した。
2020年は、吉田大喜の入団により、報道などでの略称を「吉田成」、スコアボード上の表記をフルネームの「吉田大成」に変更。オープン戦12試合で打率.310、チームトップの9打点を記録するほどの好調を買われて、レギュラーシーズンの開幕一軍入りを初めて果たした。6月19日に中日ドラゴンズとの開幕戦（神宮）で代打に起用されたが、一軍ではこの試合に出場しただけで、2日後（21日）に出場選手登録を抹消された。
2021年は、キャリアハイの18試合に出場。プロ初本塁打も放ち、成長を見せた。
2022年は1軍出場が無く、シーズン終了後の10月4日に戦力外通告を受け、現役引退を決断した。なお、戦力外通告を受けた10月4日には、弟で関西独立リーグの堺シュライクスに所属する吉田大就も現役を引退している。

### 現役引退後
現役引退後は、ヤクルト球団のスカウトを務める。

## 選手としての特徴
身体能力が高く、内野の全ポジションをこなせるユーティリティープレイヤー。ヤクルトへの入団2年目（2020年）に、チームメイトの青木宣親の打撃フォームを取り入れることによって打力を伸ばしている。

## 詳細情報

### 年度別打撃成績
| 年 度     | 球 団     | 試 合 | 打 席 | 打 数 | 得 点 | 安 打 | 二 塁 打 | 三 塁 打 | 本 塁 打 | 塁 打 | 打 点 | 盗 塁 | 盗 塁 死 | 犠 打 | 犠 飛 | 四 球 | 敬 遠 | 死 球 | 三 振 | 併 殺 打 | 打 率 | 出 塁 率 | 長 打 率 | O P S |
| --------- | --------- | ----- | ----- | ----- | ----- | ----- | -------- | -------- | -------- | ----- | ----- | ----- | -------- | ----- | ----- | ----- | ----- | ----- | ----- | -------- | ----- | -------- | -------- | ----- |
| 2019      | ヤクルト  | 13    | 39    | 32    | 3     | 6     | 1        | 0        | 0        | 7     | 2     | 1     | 1        | 1     | 0     | 4     | 0     | 2     | 8     | 1        | .188  | .316     | .219     | .535  |
| 2020      | ヤクルト  | 8     | 11    | 9     | 0     | 1     | 1        | 0        | 0        | 2     | 1     | 0     | 0        | 1     | 0     | 1     | 0     | 0     | 2     | 1        | .111  | .200     | .222     | .422  |
| 2021      | ヤクルト  | 18    | 52    | 40    | 8     | 9     | 1        | 0        | 1        | 13    | 2     | 2     | 1        | 1     | 0     | 11    | 0     | 0     | 10    | 1        | .225  | .392     | .325     | .717  |
| 通算：3年 | 通算：3年 | 39    | 102   | 81    | 11    | 16    | 3        | 0        | 1        | 22    | 5     | 3     | 2        | 3     | 0     | 16    | 0     | 2     | 20    | 3        | .198  | .343     | .272     | .615  |

### 年度別守備成績
| 年 度 | 球 団    | 一塁  | 一塁  | 一塁  | 一塁  | 一塁  | 一塁     | 二塁  | 二塁  | 二塁  | 二塁  | 二塁  | 二塁     | 三塁  | 三塁  | 三塁  | 三塁  | 三塁  | 三塁     | 遊撃  | 遊撃  | 遊撃  | 遊撃  | 遊撃  | 遊撃     |
| 年 度 | 球 団    | 試 合 | 刺 殺 | 補 殺 | 失 策 | 併 殺 | 守 備 率 | 試 合 | 刺 殺 | 補 殺 | 失 策 | 併 殺 | 守 備 率 | 試 合 | 刺 殺 | 補 殺 | 失 策 | 併 殺 | 守 備 率 | 試 合 | 刺 殺 | 補 殺 | 失 策 | 併 殺 | 守 備 率 |
| ----- | -------- | ----- | ----- | ----- | ----- | ----- | -------- | ----- | ----- | ----- | ----- | ----- | -------- | ----- | ----- | ----- | ----- | ----- | -------- | ----- | ----- | ----- | ----- | ----- | -------- |
| 2019  | ヤクルト | -     | -     | -     | -     | -     | -        | 2     | 1     | 1     | 0     | 1     | 1.000    | 9     | 7     | 9     | 0     | 3     | 1.000    | 1     | 2     | 2     | 0     | 0     | 1.000    |
| 2020  | ヤクルト | -     | -     | -     | -     | -     | -        | -     | -     | -     | -     | -     | -        | -     | -     | -     | -     | -     | -        | 1     | 3     | 2     | 1     | 1     | .833     |
| 2021  | ヤクルト | 1     | 7     | 0     | 0     | 0     | 1.000    | 7     | 3     | 9     | 1     | 2     | .923     | -     | -     | -     | -     | -     | -        | 13    | 14    | 18    | 1     | 3     | .970     |
| 通算  | 通算     | 1     | 7     | 0     | 0     | 0     | 1.000    | 9     | 4     | 10    | 1     | 3     | .933     | 9     | 7     | 9     | 0     | 3     | 1.000    | 15    | 19    | 22    | 2     | 4     | .954     |

### 記録
初記録
- 初出場・初先発出場：2019年6月24日、対オリックス・バファローズ3回戦（明治神宮野球場）、7番・三塁手で先発出場
- 初打席：同上、2回裏に竹安大知から四球
- 初安打・初打点：同上、7回裏に竹安大知から左前適時打
- 初盗塁：2019年7月4日、対広島東洋カープ14回戦（MAZDA Zoom-Zoom スタアジアム広島）、9回表に二盗（投手：一岡竜司、捕手：會澤翼）
- 初本塁打：2021年7月13日、対読売ジャイアンツ11回戦（東京ドーム）、2回表にエンジェル・サンチェスから右中間越ソロ

### 背番号
- 66（2019年 - 2022年）

### 登場曲
- 『Re:member』FLOW（2019年 - ）